# 헨리 모즐리 (물리학자)
헨리 귄 제프리스 모즐리(Henry Gwyn Jeffreys Moseley, 1887년 11월 23일~1915년 8월 10일)는 영국의 물리학자이다.

## 생애
박물학자 H.N.모즐리와 생물학자 제퍼리의 딸인 애머벨 모즐리의 아들이다. 찰스 다윈이 존경한 박물학자의 아들이었지만 그는 박물학보다 물리학에 더 흥미를 느꼈다. 전형적인 모범생으로, 재미없고 지루한 사람이라는 평가를 받았으며 연구를 하던 맨체스터 대학에서 마주치는 외국인들에게 불쾌감을 표시하는 등의 무례한 행동을 했으나 사람들은 그의 재능을 높이 사 너그럽게 봐주었다.
도싯주 웨이머스에서 출생으로 이튼 칼리지와 옥스퍼드 대학교의 트리니티칼리지를 졸업하고 1910년 맨체스터 대학교 특별연구원이 되어 러더퍼드의 지도하에 연구활동을 했다.
어니스트 러더퍼드 밑에서 방사능을 연구하다가 X선 연구로 방향을 바꾸었는데 1913년에는 각 원소의 고유 X선을 측정하여 모즐리의 법칙을 발견하여 원소의 분석에 획기적인 방법을 제공함으로써 X선 분광학의 개척자가 되었다. 연구 초기에는 라듐B 및 라듐C의 원자 1개의 붕괴에 의해서 방출되는 베타입자의 평균 개수의 측정 등에 관한 실험을 했다. 그러나 원자에 전자빔을 발사하는 방법으로 원소를 연구하는 것에 흥미를 가지게 되어, 러더퍼드의 만류에도 불구하고 찰스다윈의 손자인 C.G.다윈과 협력하여 X선 산란 연구를 시작했다. 전자빔을 원자에 발사하면 원자 내부의 전자가 방출되고, 고에너지의 전자가 바닥상태로 전이하면서 고에너지의 X선을 방출한다. 모즐리는 이 X선의 파장과 원자핵 속의 양성자 수, 그 원자의 원자 번호 사이의 관계를 도출하여 "모즐리의 법칙"을 발견하게 된다.
당시 화학자들은 멘델레예프의 방법에 따라 대부분의 원소를 원자량의 순서에 따라 번호를 매겼는데 니켈(28번)과 코발트(27번)에서는 이 순서가 맞지 않았다. 코발트의 원자량이 니켈보다 컸지만 주기율표에서 원소들의 성질에 따른 배열에 맞게 코발트와 니켈을 배치하기 위해서는 순서를 바꿔야 했기 때문이다. 모즐리의 연구는 이것의 원인을 밝혀내어 원자번호는 원자의 구조에 대한 정확한 이해를 바탕으로 정해진다는 것을 입증했다. 그는 원자번호가 원자핵의 양전하의 개수에 비례한다는 것을 실험을 통해 입증했으며 이로 인해 당시 과학적으로 입증되지 않아 과학자들이 섣불리 받아들이지 못하던 러더퍼드의 원자 중심에 양전하를 띤 원자핵이 있다는 주장을 증명하게 되었다.
그는 실험의 결과를 바탕으로 당시에 4개의 원소를 제외한 주기율표 상의 다른 원소들의 위치를 채우게 되었다.
제1차 세계 대전 때 육군의 만류에도 불구하고 영국 육군에 지원하여 통신병으로 참전했다가 1915년 갈리폴리 전투에서 터키군과의 격전 중 전사했다.
그가 죽고 난 다음 많은 과학자들은 그에게 경의를 표하는 의미로 모즐리가 찾아내지 못한 원소를 찾아내는데 온 힘을 다했고 하프늄, 프로탁티늄, 테크네튬 등을 발견하였고 인공적으로 원소를 만들어내어 85번과 87번 원소의 주기율표 상 위치를 메꾸게 되었다.

## 업적

### 1.모즐리 주기율표의 배경
헨리 모즐리는 맨체스터에서 러더퍼드와 방사능을 연구하던 도중 전자총에 빠지게 된다. 원자에다 대고 전자총을 발사하면 원자핵과 강한 인력으로 묶여있던 전자가 충격을 받아 떨어져 나가는데, 이 때 그 빈자리를 메꾸기 위해 다른 전자가 움직이면서 X선이 발생한다. 여기서 모즐리는 X선의 파장과 양성자의 수, 원자 번호 사이에 수학적인 관계를 찾았는데, 이를 모즐리 법칙이라 한다.

### 2. 모즐리 법칙의 발견
모즐리 법칙이란 음극선을 물질에 조사했을 때 나오는 X선의 진동수의 제곱근이 원자번호에 비례한다는 법칙이다. 모즐리는 이 X선 스펙트럼의 가장 세기가 큰 단파선인 K-알파선의 진동수 ν와 원자번호 Z사이에 다음의 관계가 있음을 알아냈다.
{\displaystyle {\sqrt {\nu }}=a(Z-b)}
여기서 a와 b는 X선 스펙트럼 각 계열의 특유한 상수이다. 이 관계는 각 원소의 원자번호와 특성 X선 파장 사이에 각계열(K계열,L계열,M계열)마다 일정한 규칙성이 나타난다.
이 법칙의 발견으로 원소의 화학적 성질을 결정하는 것은 원자량이 아닌 원자번호(양성자), 즉 원자핵의 전하임을 실증적으로 밝혀내어 원자물리학 발전에 결정적 기여를 하였다. 더욱이 이를 바탕으로 원소의 정확한 원자번호의 결정, 미측정 스펙트럼선의 파장 예측, 주기율표 중의 미발견 원소의 확인 등 중요한 성과를 거두었다.

## 모즐리 주기율표

### 1. 멘델레예프의 주기율표와 모즐리 주기율표의 차이점
멘델레예프와 모즐리 주기율표의 가장 큰 차이점은 원자를 정렬하는 기준에 있다. 멘델레예프는 원자량을 기준으로 원자번호를 정했지만, 모즐리는 이후에 원자의 양성자 수를 기준으로 원자번호를 정립한다. 그 대표적인 예로 코발트와 니켈이 있다. 멘델레예프의 기준에 따르면 코발트의 원자량이 니켈의 원자량에 비해 약간 크기 때문에 니켈이 27번 원소가 되고 코발트가 28번 원소가 된다. 그렇지만 모즐리의 기준인 양성자 수에 따라 원자번호를 정하면 코발트가 27번 원소가 되고 니켈이 28번 원소가 된다. 즉, 모즐리의 객관적인 원자번호 측정법 덕분에 주기율표를 올바르게 정할 수 있었던 것이다.

### 2. 모즐리 주기율표의 한계
모즐리는 X선 스펙트럼으로부터의 실험적 기반을 바탕으로 주기율표를 완성하였다. 그렇지만 모즐리는 43, 61, 72, 75번 원소를 발견하지 못했다. 그가 살아있을 동안은 그의 주기율표에서 빈 공간이 채워지지 못했지만, 그가 죽고 난 다음 많은 과학자들은 그에게 경의의 의미로 그가 찾아내지 못한 원소들을 찾는데 온 힘을 다했다.
결국 네 원소 모두 발견되었는데, 원자번호 순으로 technetium, promethium, hafnium, rhenium이다. 43번 원소와 61번 원소는 인공 핵반응 생성물과 우라늄 핵분열 생성물에서 분리 및 발견되었는데, 이들은 방사성 원소로 자연계에서는 극미량 존재한다. 72번 원소의 경우 처음에는 희토류 원소의 하나일 것으로 짐작하고 희토류 광석에서 이를 찾고자 하였으나 성공하지 못하고 있었는데, 덴마크의 닐스 보어(Niels Bohr, 1883~1962) 등 몇 명의 과학자들이 72번 원소는 희토류 원소가 아니고 지르코늄과 비슷한 전이금속일 것으로 제안하였다. 이런 제안에 힘입어, 보어의 조수였던 네덜란드 출신 물리학자 코스터(Dirk Coster, 1889~1950)와 헝가리 출신 화학자 헤베시(Georg Karl von Hevesy, 1889~1966)가 1923년에 지르코늄 광석인 노르웨이산 지르콘에서 X-선 스펙트럼 분석을 통해 마침내 72번 원소를 발견하였다. 그리고 75번 원소인 레늄은 하프늄을 발견한지 2년 후에 마침내 발견되었다.

## 참고 문헌
샘킨(2011), 사라진 스푼, 해나무
https://web.archive.org/web/20150518090911/http://www.mpsaz.org/mtnview/staff/mrsandomir/genchem/gensyl/per/ , 모즐리 주기율표 30년대 사진
Ernest Rutherford, "Moseley, Henry Gwyn Jeffreys", in Oxford Dictionary of National Biography, https://web.archive.org/web/20140429041532/http://www.oxforddnb.com/article/35125
https://terms.naver.com/entry.nhn?docId=1093873&cid=40942&categoryId=32247, 두산백과 모즐리 법칙